# ساو جوزيه دو بياوي
ساو جوزيه دو بياوي بلدية في ولاية بياوي في المنطقة الشمالية الشرقية من البرازيل.